# Jean-Pierre Darchen
Jean-Pierre Darchen, né le 20 mai 1940 à Douarnenez en France, est un footballeur puis entraîneur français qui a évolué au poste de milieu offensif.

## Biographie
Né le 20 mai 1940 à Douarnenez, Jean-Pierre Darchen évolue durant plusieurs saisons au niveau amateur, avec le Stade lannionnais, avant de rejoindre les rangs professionnels. Cousin de René Billon, joueur au Stade rennais de 1952 à 1964, il participe à une première détection organisée par le club breton, mais doit attendre ses 24 ans pour en intégrer les rangs, recruté par François Pleyer sur les conseils d'Antoine Cuissard, alors que le FC Nantes et le Stade brestois s'intéressaient également à lui. Évoluant au milieu de terrain, mais également parfois en attaque, Jean-Pierre Darchen fait ses débuts professionnels le 27 décembre 1964, à l'occasion d'un déplacement du Stade rennais sur la pelouse du stade Robert-Diochon, face au FC Rouen, qui se termine par une défaite rennaise (un but à zéro). Il participe à six rencontres de championnat durant la saison, sous les ordres de Jean Prouff, marque son premier but contre le Nîmes Olympique le 3 janvier 1965, et dispute deux rencontres de Coupe de France,. Celle-ci est remportée par le Stade rennais, face à l'UA Sedan-Torcy en finale, alors que Jean-Pierre Darchen reste sur le banc des remplaçants.
L'exercice 1965-1966 est la meilleure saison de Jean-Pierre Darchen sous les couleurs du Stade rennais, avec vingt-neuf rencontres disputées en championnat, et cinq buts marqués. Il est également titularisé par Jean Prouff lors du Challenge des champions, perdu par le Stade rennais face au FC Nantes, puis contre le Dukla Prague de Josef Masopust en Coupe d'Europe des vainqueurs de coupe. Parfois replacé arrière droit en l'absence sur blessure de Jean-Claude Lavaud, Jean-Pierre Darchen est alors pré-sélectionné en équipe de France par Henri Guérin grâce à ses performances. Il joue en 1966-1967 une ultime saison avec le Stade rennais, lors de laquelle il dispute vingt-huit matchs et marque trois buts.
En 1967, les dirigeants du Stade rennais décident de renouveler profondément leur effectif. Placé sur la liste des transferts, Jean-Pierre Darchen quitte le Stade rennais pour rejoindre le FC Lorient, qui vient d'obtenir le statut professionnel. Sous la direction d'Antoine Cuissard, qui entraîne l'effectif professionnel lorientais, il y retrouve plusieurs anciens joueurs rennais, comme Yves Boutet, André Ascencio et Mahi. Il découvre ainsi la deuxième division, niveau auquel il évolue durant quatre saisons. Avec le club morbihannais, Jean-Pierre Darchen dispute une centaine de matchs de championnat, pour onze buts marqués. Durant ses deux dernières saisons, de 1969 à 1971, il occupe en parallèle le poste d'entraîneur de l'équipe réserve lorientaise, en Division d'honneur, puis met un terme à sa carrière.

## Palmarès
En 1965, Jean-Pierre Darchen participe au parcours du Stade rennais, qui remporte la Coupe de France, mais il ne prend directement part à aucune des deux manches de la finale, disputée contre l'UA Sedan-Torcy au Parc des Princes : douzième homme, il doit rester sur le banc des remplaçants. Quelques mois plus tard, il dispute le Challenge des champions, avec le Stade rennais contre le FC Nantes, mais l'équipe rennaise s'incline face aux champions de France en titre sur le score de quatre buts à deux, au stade du Moustoir de Lorient.

## Statistiques
| Saison                | Club                  | Championnat             | Championnat | Championnat | Championnat | Coupe(s) nationale(s) | Coupe(s) nationale(s) | Coupe(s) nationale(s) | Supercoupe | Supercoupe | Supercoupe | Compétition(s) continentale(s) | Compétition(s) continentale(s) | Compétition(s) continentale(s) | Compétition(s) continentale(s) | Total | Total | Total |
| Saison                | Club                  | Division                | M.          | B.          | P.d.        | M.                    | B.                    | P.d.                  | M.         | B.         | P.d.       | Comp.                          | M.                             | B.                             | P.d.                           | M.    | B.    | P.d.  |
| 1964-1965             | Stade rennais UC      | Division Nationale      | 6           | 1           | 0           | 2                     | 0                     | 0                     | -          | -          | -          | -                              | -                              | -                              | -                              | 8     | 1     | 0     |
| 1965-1966             | Stade rennais UC      | Division Nationale      | 29          | 5           | 0           | 2                     | 0                     | 0                     | 1          | 0          | 0          | C2                             | 2                              | 0                              | 0                              | 34    | 5     | 0     |
| 1966-1967             | Stade rennais UC      | Division Nationale      | 25          | 2           | 0           | 1                     | 1                     | 0                     | -          | -          | -          | -                              | -                              | -                              | -                              | 26    | 3     | 0     |
| Sous-total            | Sous-total            | Sous-total              | 60          | 8           | 0           | 5                     | 1                     | 0                     | 1          | 0          | 0          | -                              | 2                              | 0                              | 0                              | 68    | 9     | 0     |
| 1967-1968             | FC Lorient            | Division Interrégionale | 30          | 4           | 0           | -                     | -                     | -                     | -          | -          | -          | -                              | -                              | -                              | -                              | 30    | 4     | 0     |
| 1968-1969             | FC Lorient            | Division Interrégionale | 37          | 6           | 0           | 1                     | 0                     | 0                     | -          | -          | -          | -                              | -                              | -                              | -                              | 38    | 6     | 0     |
| 1969-1970             | FC Lorient            | Division Interrégionale | 30          | 0           | 0           | 1                     | 0                     | 0                     | -          | -          | -          | -                              | -                              | -                              | -                              | 31    | 0     | 0     |
| 1970-1971             | FC Lorient            | National                | 13          | 1           | 0           | -                     | -                     | -                     | -          | -          | -          | -                              | -                              | -                              | -                              | 13    | 1     | 0     |
| Sous-total            | Sous-total            | Sous-total              | 110         | 11          | 0           | 2                     | 0                     | 0                     | 0          | 0          | 0          | -                              | 0                              | 0                              | 0                              | 112   | 11    | 0     |
| Total sur la carrière | Total sur la carrière | Total sur la carrière   | 170         | 19          | 0           | 7                     | 1                     | 0                     | 1          | 0          | 0          | -                              | 2                              | 0                              | 0                              | 180   | 20    | 0     |